# Prawo Wawiłowa
Prawo Wawiłowa – fenomenologiczne prawo mówiące, że wydajność energetyczna luminescencji wzrasta wprost proporcjonalnie do wzrostu długości fali {\displaystyle \lambda } pochłanianego promieniowania, aż do osiągnięcia wartości maksymalnej {\displaystyle \lambda _{max}.} Wzrost ten jest proporcjonalny do długości fali. Przy dalszym zwiększaniu długości fali wydajność energetyczna gwałtownie spada do zera.
Prawo to jest następstwem kwantowego charakteru wzbudzania fotoluminescencji: gwałtowny spadek wydajności energetycznej w zakresie {\displaystyle \lambda >\lambda _{max}} wynika z faktu, że energia pochłanianych fotonów staje się zbyt mała, by cząsteczki luminofora mogły zostać wzbudzone (mniejsza niż różnica pomiędzy stanem podstawowym a najniższym poziomem wzbudzenia). Wydajność kwantowa i wydajność energetyczna silnie zależą od natury luminofora i warunków zewnętrznych: temperatury, obecności domieszek itp. Jest to związane z bezpromienistymi przejściami atomów lub cząsteczek do stanu podstawowego (wygaszanie luminescencji). Podstawową rolę w procesach wygaszania luminescencji odgrywają zderzenia drugiego rodzaju, w wyniku których energia wzbudzenia zamienia się w wewnętrzną energię ruchu cieplnego cząsteczek. Obserwuje się także szybkie zmniejszanie się fluorescencji w przypadku nadzwyczaj dużego stężenia cząsteczek substancji (wygaszanie stężeniowe). W tym przypadku, wskutek silnego oddziaływania między cząsteczkami, nie jest możliwe powstanie odosobnionych centrów luminescencji.
Prawo to zostało sformułowane przez Siergieja Wawiłowa w 1925 r.

## Reguła Wawiłowa
Jeżeli zamiast wydajności energetycznej badana jest wydajność kwantowa, wówczas okazuje się, że jest ona niezależna od długości fali światła padającego na luminofor. Ta prawidłowość nazywana jest regułą Wawiłowa.

## Reguła Kashy
Zgodnie z regułą Kashy luminofor oświetlony światłem o widmie ciągłym absorbuje światło o różnych długościach fali, czyli fotony o energiach odpowiadającym energiom kolejnych stanów wzbudzeń cząsteczki. Poszczególne stany wzbudzenia ulegają szybkiemu przejściu bezpromienistemu do najniższego stanu wzbudzenia. Czas relaksacji jest rzędu 10−12 s. Natomiast średni czas życia najniższego stanu wzbudzenia jest znacznie dłuższy. Przejściu cząsteczki z najniższego stanu wzbudzenia do stanu podstawowego towarzyszy emisja światła. Zatem niezależnie od tego jakie światło wywołało wzbudzenie, fotony emitowanego światła mają energię odpowiadającą różnicy między najniższym stanem wzbudzonym a stanem podstawowym.

## Związek między regułami
Reguła Wawiłowa jest konsekwencją prawa Wawiłowa, po uwzględnieniu kwantowej natury światła i reguły Kashy. Jeśli, zgodnie z prawem Wawiłowa, wydajność energetyczną zapisze się wzorem
{\displaystyle \eta _{E}=k\lambda _{p},}
gdzie:
{\displaystyle k} – pewien współczynnik proporcjonalności,
{\displaystyle \lambda _{p}} – długość fali światła padającego,
to uwzględniając wzór na energię fotonu
{\displaystyle E_{p}=h\nu ={\frac {hc}{\lambda _{p}}}}
i korzystając z definicji wydajności energetycznej
{\displaystyle \eta _{E}={\frac {n_{e}E_{e}}{n_{p}E_{p}}},}
gdzie {\displaystyle n} oznacza odpowiednio ilość fotonów światła emitowanego i padającego,
można wykazać, że
{\displaystyle {\frac {n_{e}E_{e}}{n_{p}E_{p}}}=k\lambda _{p}\quad {\frac {n_{e}}{n_{p}}}=k\lambda _{p}{\frac {E_{p}}{E_{e}}},}
{\displaystyle {\frac {n_{e}}{n_{p}}}=k\lambda _{p}{\frac {\lambda _{e}}{\lambda _{p}}},}
{\displaystyle {\frac {n_{e}}{n_{p}}}=k\lambda _{e}.}
Wyrażenie po lewej stronie jest właśnie wydajnością kwantową luminescencji. Długość fali światła emitowanego {\displaystyle \lambda _{e}} jest – zgodnie z regułą Kashy – stała, zatem równanie to wyraża treść reguły Wawiłowa.